# 펜타에리스리톨
펜타에리스리톨은 화학식 C (CH2OH) 4를 갖는 유기 화합물이다. 

## 설명
펜타에리스리톨의 분자 구조는 각 메틸기에 하나의 수소 원자가 수산기(-OH)로 대체된 네오펜탄으로 설명할 수 있다. 따라서 폴리올과 대체적으로 비슷한 특성을 가진다. 펜타에리스리톨은 상온에서 백색 고체이다. 폭발물, 플라스틱, 페인트, 가전 제품, 화장품 및 기타 여러 상업용으로 사용되는 제품의 합성 및 생산을 위한 재료이다. 펜타에리스리톨은 5개의 탄소 원자 및 또한 4개의 알코올을 소유하는 에리트리톨를 참조하여 만든 펜타의 혼합물이다.

## 같이 보기
- 유기화학
- 유기 화합물